# ジオラマ・京都・JAPAN
ジオラマ京都JAPAN（ジオラマきょうとジャパン）は京都府京都市右京区嵯峨天龍寺車道町にある鉄道模型テーマパークである。

## 概要
嵯峨野観光鉄道が開業20周年を記念して、嵯峨嵐山駅・トロッコ嵯峨駅に隣接して2011年（平成23年）3月1日に開設した鉄道模型ジオラマのテーマパーク。ジオラマでは、主に京都の町並み、特に清水寺に代表される京都の著名な寺院などを精巧な模型で再現している。

## 歴史・沿革
- 2010年（平成22年）
  - 嵯峨野観光鉄道20周年記念事業の一環として、温室施設を改修し、日本最大級のHOゲージジオラマを作成することを決定。
  - 国鉄EF66形電気機関車（EF66 45・49）の前頭部を搬入、本格的に設営が始まる。
- 2011年
  - 3月1日 - 開業。
- 2012年
  - 1月 - 施設のリニューアルおよび増築を実施[1]。

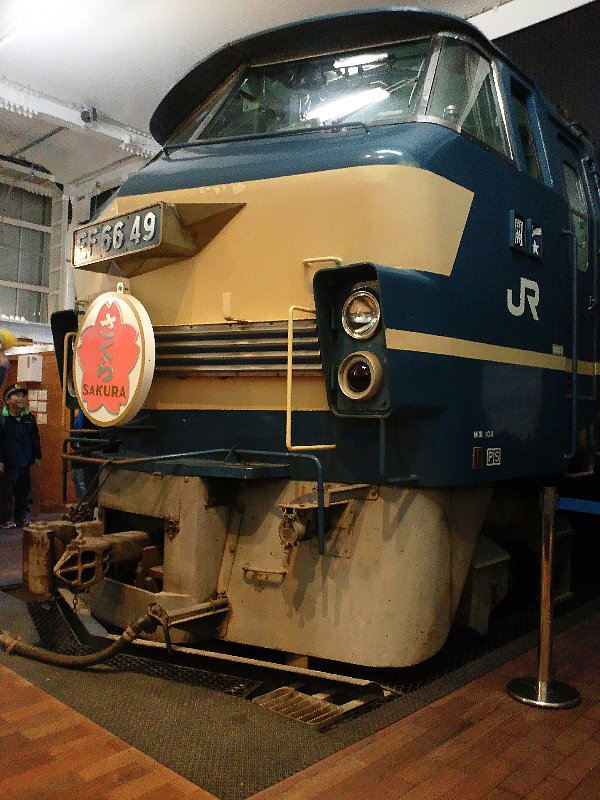
EF66 49カットモデル

## 施設内容
HOゲージとされるが、実際には縮尺1/80 ･軌間16.5mmの16番ゲージ日本型が主力である。
EF66 45・49の運転台から展示された鉄道模型を有料にて操作が可能。それとは別にEF81形電気機関車に使用されていたマスター・コントローラー（マスコン）を利用し、展示された鉄道模型を有料にて操作が可能。
2012年（平成24年）3月のリニューアルにより、新たにドームが設置され、LEDを使ったプラネタリウムが再現されており、銀河鉄道の夜のイメージを再現している。

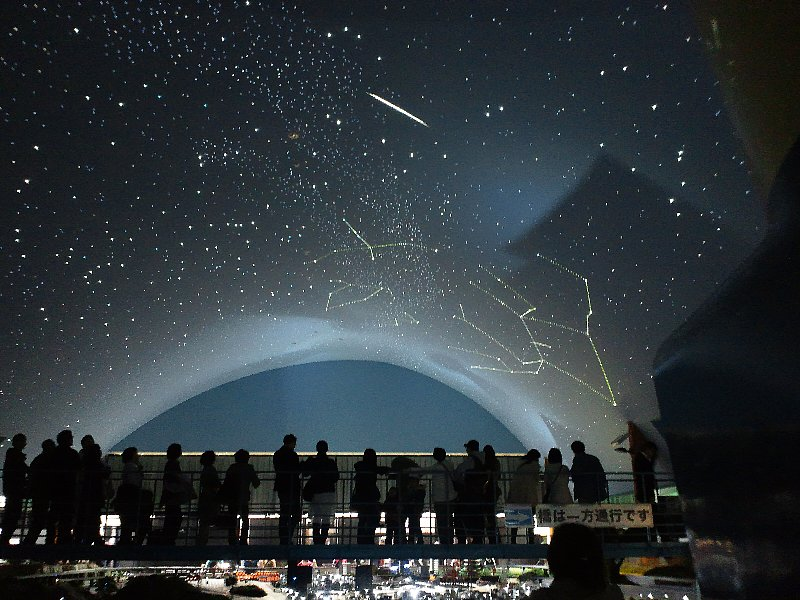
プラネタリウムの上映

## EF66操作体験
JR西日本でブルートレインを牽引していた、EF66形電気機関車の運転台からジオラマ上を走行する鉄道模型を運転することができる。なお運転操作は、模型機関車搭載のミニカメラのデータをEF66形電気機関車に送り、機関車内に設置されたモニターに映しだすことで、より臨場感あふれる運転ができるよう配慮されている。
子供向けに、嵯峨野観光鉄道の制服・制帽の無料貸し出しがある。